# Guy Dupuis
 (juin 2023).
Temple de la renommée France : 2023
Guy Dupuis, né le 4 septembre 1957 à Longueuil dans la province de Québec (Canada), est un joueur professionnel franco-canadien de hockey sur glace devenu entraîneur. Il est actuellement directeur sportif et entraineur des catégories mineures des Boxers de Bordeaux,.

## Carrière
Après avoir joué quatre saisons en junior avec les Draveurs de Trois-Rivières, il fait ses débuts professionnels en LIH avec les Admirals de Milwaukee, où il reste deux saisons. Il quitte alors le Canada pour la France, où il joue la saison 1980-1981 avec les Ours de Villard-de-Lans et termine premier de la saison régulière.
En 1981, il rejoint les Aigles de Saint Gervais, club qui devient le HC Mont-Blanc en 1986 en s'entendant avec Megève, puis prend la direction de Tours en 1988-1889. Il joue en équipe de France de 1984-1985 et dispute avec elle les championnats du monde de 1981 à 1987 et les Jeux olympiques en 1988. En 1989, il s'installe finalement à Bordeaux.
Avec les Girondins, il joue dans l'élite en 1990-1991. Il ne quittera pas le club après son dépôt de bilan en 1992 et contribuera à sa remontée au plus haut niveau du hockey français en 1996. Guy Dupuis, qui s'était retiré par la suite, revient de 1999 à 2001 après que les Dogues se soient de nouveau retrouvés en faillite en 1998 et relégués en Division 3,.
Il est ensuite directeur sportif et entraîneur des catégories mineures du club.
Il fait son entrée au temple de la renommée du hockey français en 2023.

## Clubs successifs
- Draveurs de Trois-Rivières : jusqu'en 1977
- Admirals de Milwaukee : 1977-1978
- Ours de Villard-de-Lans : 1980-1983
- Aigles de Saint Gervais : 1983-1986
- Aigles du Mont-Blanc : 1986-1988
- Mammouths de Tours : 1988-1989
- Girondins de Bordeaux : 1989-1992
- Aquitains de Bordeaux : 1992-1995
- Dogues de Bordeaux : 1995-1996
- Boxers de Bordeaux : 1999-2001

## Statistiques
Pour la signification des abréviations, voir statistiques du hockey sur glace.

### Statistiques en club
| Saison    | Équipe                     | Ligue                    |    | Saison régulière | Saison régulière | Saison régulière | Saison régulière | Saison régulière |    | Séries éliminatoires | Séries éliminatoires | Séries éliminatoires | Séries éliminatoires  | Séries éliminatoires |  | Résultat |
| Saison    | Équipe                     | Ligue                    | PJ | B                | A                | Pts              | Pun              | PJ               | B  | A                    | Pts                  | Pun                  |                       |                      |  | Résultat |
| 1973-1974 | Draveurs de Trois-Rivières | LHJMQ                    | 28 | 5                | 6                | 11               | 2                |                  |    |                      |                      |                      |                       |                      |  |          |
| 1974-1975 | Draveurs de Trois-Rivières | LHJMQ                    | 61 | 19               | 28               | 47               | 16               |                  |    |                      |                      |                      |                       |                      |  |          |
| 1975-1976 | Draveurs de Trois-Rivières | LHJMQ                    | 64 | 38               | 46               | 84               | 25               |                  |    |                      |                      |                      | 3e                    |                      |  |          |
| 1976-1977 | Draveurs de Trois-Rivières | LHJMQ                    | 71 | 41               | 79               | 120              | 12               |                  |    |                      |                      |                      | 3e                    |                      |  |          |
| 1977-1978 | Admirals de Milwaukee      | LIH                      | 27 | 11               | 12               | 23               | 2                | 5                | 2  | 1                    | 3                    | 6                    | 3e de la division sud |                      |  |          |
| 1978-1979 | Ours de Villard-de-Lans    | Nationale A              |    |                  |                  |                  |                  |                  |    |                      |                      |                      |                       |                      |  |          |
| 1979-1980 | Ours de Villard-de-Lans    | Nationale A              |    | 34               | 19               | 53               |                  |                  |    |                      |                      |                      |                       |                      |  |          |
| 1980-1981 | Ours de Villard-de-Lans    | Nationale A              |    | 30               | 28               | 58               |                  |                  |    |                      |                      |                      | 5e                    |                      |  |          |
| 1981-1982 | Ours de Villard-de-Lans    | Nationale A              | 25 | 40               | 20               | 60               |                  |                  |    |                      |                      |                      |                       |                      |  |          |
| 1982-1983 | Ours de Villard-de-Lans    | Nationale A              | 18 | 31               | 18               | 49               |                  | 14               | 26 | 15                   | 41                   |                      |                       |                      |  |          |
| 1983-1984 | Aigles de Saint Gervais    | Nationale A              | 21 | 21               |                  | 21               |                  | 14               | 18 |                      | 18                   |                      |                       |                      |  |          |
| 1984-1985 | Aigles de Saint Gervais    | Nationale A              | 21 | 24               | 29               | 53               |                  | 10               | 13 | 13                   | 26                   |                      | Champion              |                      |  |          |
| 1985-1986 | Aigles de Saint Gervais    | Nationale 1A             | 20 | 34               | 49               | 83               |                  | 10               |    | 8                    | 8                    |                      | Champion              |                      |  |          |
| 1986-1987 | Aigles du Mont-Blanc       | Nationale 1A             |    |                  |                  |                  |                  |                  |    |                      |                      |                      | Champion              |                      |  |          |
| 1987-1988 | Aigles du Mont-Blanc       | Nationale 1A             | 32 | 15               | 33               | 48               | 24               |                  |    |                      |                      |                      | Champion              |                      |  |          |
| 1988-1989 | Mammouths de Tours         | Nationale 1A             | 30 | 17               | 20               | 37               | 14               |                  |    |                      |                      |                      |                       |                      |  |          |
| 1989-1990 | Girondins de Bordeaux      | Nationale 1A             | 36 | 22               | 38               | 60               | 12               |                  |    |                      |                      |                      | 5e                    |                      |  |          |
| 1990-1991 | Girondins de Bordeaux      | Ligue Nationale          | 20 | 5                | 8                | 13               | 6                | 6                | 1  | 1                    | 2                    | 2                    | Demi-finaliste        |                      |  |          |
| 1991-1992 | Girondins de Bordeaux      | Division 1               | 21 | 18               | 17               | 35               | 6                |                  |    |                      |                      |                      | Champion              |                      |  |          |
| 1992-1993 | Aquitains de Bordeaux      | Division 3               |    |                  |                  |                  |                  |                  |    |                      |                      |                      | Champion              |                      |  |          |
| 1993-1994 | Aquitains de Bordeaux      | Division 3 (actuelle D2) | 20 | 26               | 25               | 51               | 2                |                  |    |                      |                      |                      | 4e                    |                      |  |          |
| 1994-1995 | Aquitains de Bordeaux      | Nationale 1B             | 27 | 8                | 14               | 22               | 10               |                  |    |                      |                      |                      | 5e                    |                      |  |          |
| 1995-1996 | Dogues de Bordeaux         | Nationale 1B             | 27 | 8                | 14               | 22               | 10               |                  |    |                      |                      |                      | 4e                    |                      |  |          |
| 1999-2000 | Boxers de Bordeaux         | Division 3               |    |                  |                  |                  |                  | 3                |    |                      |                      |                      | Finaliste             |                      |  |          |
| 2000-2001 | Boxers de Bordeaux         | Division 2               |    |                  |                  |                  |                  |                  |    |                      |                      |                      | 5e                    |                      |  |          |

### Statistiques en équipe de France
| Année          | Compétition    |                | PJ | B  | A  | Pts | Pun |
| 1982           | Mondial C      |                | 6  | 9  | 15 |     |     |
| 1983           | Mondial C      |                | 3  | 18 | 21 |     |     |
| 1985           | Mondial C      |                | 13 | 3  | 16 |     |     |
| 1987           | Mondial B      | 6              | 2  | 2  | 4  | 0   |     |
| 1988           | JO             |                | 0  | 5  | 5  |     |     |
| Totaux Mondial | Totaux Mondial | Totaux Mondial |    | 24 | 32 | 56  |     |
| Totaux JO      | Totaux JO      | Totaux JO      |    | 0  | 5  | 5   |     |

## Palmarès

### En tant que joueur
- 1975-1976 et 1976-1977 : 3e de la LHJMQ[6].
- 1977-1978 : meilleur pointeur de Ligue Magnus (trophée Charles-Ramsay)[7].
- 1980-1981 : 5e du championnat de France.
- 1985-1986 : Champion de France de Nationale 1A et vainqueur de la Coupe des As.
- 1986-1987 : Champion de France de Nationale 1A.
- 1990-1991 : Demi-finaliste de Ligue Nationale[8].
- 1991-1992 : Champion de France de Nationale 1[8].
- 1992-1993 : Champion de France de Division 3.
- 1993-1994 : 4e du championnat de France de Nationale 2.
- 1995-1996 : 4e du championnat de France de Nationale 1B.
- 1999-2000 : 2e du championnat de France de Division 3[9].
- 2000-2001 : 5e du championnat de France de Division 2.

### En tant qu’entraîneur
- 2009-2010 : Demi-finaliste du championnat de France Cadet U18 Excellence.
- 2011-2012 : Finaliste du championnat de France Cadet U18 Excellence[10].
- 2012-2013 :
  - Demi-finaliste du championnat de France de Division 1
  - Finaliste du championnat de France Cadet U18 Excellence